# جیل د جونگ
جیل د جونگ (انگلیسی: Jill de Jong؛ زادهٔ ۱۷ فوریهٔ ۱۹۸۲) مدل (شخص) اهل پادشاهی هلند است.